# Passerano Marmorito
Passerano Marmorito é uma comuna italiana da região do Piemonte, província de Asti, com cerca de 449 habitantes. Estende-se por uma área de 12 km², tendo uma densidade populacional de 37 hab/km². Faz fronteira com Albugnano, Aramengo, Capriglio, Castelnuovo Don Bosco, Cerreto d'Asti, Cocconato, Pino d'Asti, Piovà Massaia.

## Demografia
| Variação demográfica do município entre 1861 e 2011                               |
|                                                                                   |
| Fonte: Istituto Nazionale di Statistica (ISTAT) - Elaboração gráfica da Wikipedia |